# Britt Weerman
Britt Weerman (ur. 13 stycznia 2003 w Assen) – holenderska lekkoatletka specjalizująca się w skoku wzwyż, srebrna medalistka halowych mistrzostw Europy w 2023.
Zwyciężyła w skoku wzwyż na mistrzostwach Europy juniorów w 2021 w Tallinnie. Zdobyła srebrny medal na mistrzostwach świata juniorów w 2022 w Cali.
Zdobyła srebrny medal na halowych mistrzostwach Europy w 2023 w Stambule, rozdzielając dwie reprezentantki Ukrainy Jarosławę Mahuczich i Katerynę Tabasznyk.
Była mistrzynią Holandii w skoku wzwyż w 2020 i 2022, a w hali w latach 2020–2023.
Jest aktualną (marzec 2023) rekordzistką Holandii na otwartym stadionie z rezultatem 1,95 m, uzyskanym 16 lipca 2022 w Ninove oraz w hali z wynikiem z wynikiem 1,96 m (3 lutego 2023 w Weinheim).

## Osiągnięcia
| Rok  | Impreza                                 | Miejsce   | Lokata            | Wynik |
| ---- | --------------------------------------- | --------- | ----------------- | ----- |
| 2021 | Mistrzostwa Europy juniorów             | Tallinn   | 1. miejsce        | 1,88  |
| 2022 | Mistrzostwa świata juniorów             | Cali      | 2. miejsce        | 1,93  |
| 2022 | Mistrzostwa Europy                      | Monachium | 4. miejsce        | 1,93  |
| 2023 | Halowe mistrzostwa Europy               | Stambuł   | 2. miejsce        | 1,96  |
| 2025 | Halowe mistrzostwa Europy               | Apeldoorn | el. – 11. miejsce | 1,85  |
| 2025 | I dywizja drużynowych mistrzostw Europy | Madryt    | 6. miejsce        | 1,91  |

## Rekordy życiowe
- skok wzwyż – 1,95 m (16 lipca 2022, Ninove)
- skok wzwyż (hala) – 1,96 m (3 lutego 2023, Weinheim)